# Vrhovni sud Republike Hrvatske
Vrhovni sud Republike Hrvatske je najviši sud u Republici Hrvatskoj. Prema Ustavu Republike Hrvatske Vrhovni sud Republike Hrvatske osigurava jedinstvenu primjenu zakona i ravnopravnost građana.
Vrhovni sud Republike Hrvatske ima sjedište u Zagrebu.

## Nadležnost
Vrhovni sud Republike Hrvatske:
- osigurava jedinstvenu primjenu zakona i ravnopravnost građana, te jednakost svih pred zakonom,
- razmatra aktualna pitanja sudske prakse,
- odlučuje o izvanrednim pravnim lijekovima protiv pravomoćnih odluka sudova u Republici Hrvatskoj (reviziji i drugim izvanrednim pravnim lijekovima),
- skrbi o stručnom usavršavanju sudaca,
- odlučuje o žalbama protiv prvostupanjskih odluka županijskih sudova i Visokoga trgovačkog suda Republike Hrvatske i protiv vlastitih prvostupanjskih odluka, ako zakonom nije drugačije određeno,
- u kaznenom postupku odlučuje u trećem stupnju o žalbama protiv presuda donesenih u drugom stupnju u slučajevima propisanim Zakonom o kaznenom postupku (članak 411.)
- rješava sukob o nadležnosti između sudova na području Republike Hrvatske ako im je zajednički neposredno viši sud,
- obavlja druge poslove određene zakonom.

## Ustrojstvo
Unutarnje ustrojstvo Vrhovnog suda Republike Hrvatske, osim Zakonom o sudovima, pobliže se uređuje Poslovnikom i Sudskim poslovnikom. Poslovnik Vrhovnog suda Republike Hrvatske donosi predsjednik suda nakon pribavljenog mišljenja Opće sjednice.

### Sudska uprava
Poslovi sudske uprave obuhvaćaju osiguranje uvjeta za pravilan rad i poslovanje suda. To konkretno obuhvaća:
- ustrojstvo unutarnjeg poslovanja u sudu,
- skrb o urednom i pravodobnom obavljanju poslova u sudu,
- poslove izvršenja kaznenih sankcija i postupanje s pritvorenicima,
- poslove pozivanja i raspoređivanja sudaca porotnika,
- poslove u svezi sa stalnim sudskim procjeniteljima, tumačima i vještacima,
- poslove u svezi s predstavkama i pritužbama stranaka na rad suda,
- stručne poslove u svezi s ostvarivanjem dužnosti i prava službenika i namještenika u sudu,
- skrb o stručnom usavršavanju sudaca, sudskih savjetnika, sudačkih vježbenika i drugih službenika i namještenika u sudu,
- vođenje statistike,
- financijskomaterijalno poslovanje suda i drugi poslovi.

Predsjednik Vrhovnog suda obavlja poslove sudske uprave. Njemu u poslovima sudske uprave pomažu predsjednici odjela i tajnik suda.

### Sudski odjeli
Vrhovni sud Republike Hrvatske ima dva odjela:
- Kazneni odjel - obuhvaća područja kaznenog, prekršajnog prava, te stegovnih postupaka prema propisima o odvjetništvu i javnom bilježništvu,
- Građanski odjel - obuhvaća područja građanskoga, trgovačkog i upravnog prava,

Sjednicu odjela čine svi sudci u sastavu odjela. Sjednicu odjela saziva predsjednik odjela ili predsjednik Vrhovnog suda. Odluke se donose većinom glasova sudaca odjela. Na sjednici odjela Vrhovnog suda razmatraju se pitanja od zajedničkog interesa za pojedine ili sve sudove s područja Republike Hrvatske, te se razmatraju i daju mišljenja o nacrtima propisa iz pojedinoga pravnog područja. Na sjednicama odjela također se razmatraju pitanja od interesa za rad odjela, a posebice ustrojstvo unutarnjeg poslovanja, praćenje rada, raspravljanje o spornim pravnim pitanjima, ujednačavanje sudske prakse, unapređivanje metode rada i stručno usavršavanje sudaca, sudskih savjetnika i sudačkih vježbenika raspoređenih na rad u odjelu.
Pravno shvaćanje prihvaćeno na sjednici sudskog odjela Vrhovnog suda Republike Hrvatske obvezno je za sva drugostupanjska vijeća toga odjela,  osim ako ga ne izmjeni opća sjednica Vrhovnog suda.

### Opća i proširena opća sjednica Vrhovnog suda
Opću sjednicu Vrhovnog suda čine predsjednik i svi sudci Vrhovnog suda. Opću sjednicu saziva i njoj predsjeda predsjednik suda. Opća sjednica mora se sazvati ako to zatraži odjel suda. Za pravovaljano odlučivanje na općoj sjednici potrebna je prisutnost najmanje dvije trećine svih sudaca, a odluke se donose većinom glasova svih sudaca Vrhovnog suda.
Na općoj sjednici Vrhovnog suda posebno se:
- utvrđuju opća stajališta za osiguravanja jedinstvene primjene zakona i ravnopravnosti građana te jednakosti svih pred zakonom na području Republike Hrvatske,
- daje mišljenje o nacrtu zakona ili drugog propisa kad se njima utvrđuje ovlast suda ili uređuje drugo pitanje važno za rad sudova ii obavljanje sudbene vlasti
- utvrđuju upute sudovima za praćenje sudske prakse,
- utvrđuju izvješća koja se upućuju Hrvatskom saboru,
- obavljaju i drugi poslovi propisani zakonom i poslovnikom suda.

Opće pravno shvaćanje prihvaćeno na općoj sjednici Vrhovnog suda Republike Hrvatske obvezatno je za sva vijeća toga suda i može ga izmijeniti samo opća sjednica. Opća pravna shvaćanja priopćuju se sudovima. Nakon prihvaćanja općega pravnog shvaćanja o određenom pravnom pitanju, pravno shvaćanje prihvaćeno o tom istom pitanju na sjednici odjela Vrhovnog suda Republike Hrvatske ne obvezuje više vijeća u sastavu tog
Proširenu opću sjednicu Vrhovnog suda čine svi sudci Vrhovnog suda Republike Hrvatske, te po dva predstavnika Visokoga prekršajnog suda Republike Hrvatske, Visokoga trgovačkog suda Republike Hrvatske, Upravnog suda Republike Hrvatske, te svakog od županijskih sudova. Predsjednik Vrhovnog suda saziva proširenu opću sjednicu. Na proširenoj općoj sjednici Vrhovnog suda razmatraju se aktualna pitanja iz sudske prakse i daje prijedlog kandidata za članove Državnoga sudbenog vijeća.

### Ostale ustrojstvene jedinice Suda
Prema Poslovniku VSRH također su ustrojeni:
- Tajništvo - na čelu je tajnik Suda
- Odjel za praćenje, proučavanje i bilježenje sudske prakse,
- Odjel izobrazbe sudaca i informatizacije,
- Ured predsjednika - obavlja poslove vezane uz sudsku upravu i poslovi međunarodne suradnje Vrhovnog suda koji obuhvaćaju i poslove protokola za potrebe toga suda,
- jedinice stručnih i pomoćnotehničkih službi.

Tajnik pomaže predsjedniku suda u obavljanju poslova sudske uprave. Tajnika Vrhovnog suda Republike Hrvatske imenuje i razrješuje predsjednik Vrhovnog suda nakon pribavljenog mišljenja opće sjednice Vrhovnog suda Republike Hrvatske.

## Sudci
Vrhovni sud ima predsjednika i 41 sudca, što je utvrđeno okvirnim mjerilima ministra pravosuđa.

### Predsjednik Vrhovnog suda Republike Hrvatske
Predsjednik Vrhovnog suda Republike Hrvatske predstavlja Vrhovni sud Republike Hrvatske, obavlja poslove sudske uprave i druge poslove određene zakonom i Poslovnikom o radu Vrhovnog suda Republike Hrvatske.
Predsjednika Vrhovnog suda Republike Hrvatske, uz prethodno mišljenje Opće sjednice Vrhovnog suda Republike Hrvatske i nadležnog odbora Hrvatskoga sabora, na prijedlog Predsjednika Republike bira i razrješuje Hrvatski sabor. Predsjednik Vrhovnog suda Republike Hrvatske bira se na četiri godine. Predsjednik Vrhovnog suda Republike Hrvatske po položaju obnaša dužnost predsjednika Državnog izbornog povjerenstva Republike Hrvatske.
Dužnost Predsjednika Vrhovnog suda privremeno vrši Gordana Jalšovečki.
| Rbr.   | Od                  | Do              | Predsjednik VSRH   | Bilješke                                        |
| ------ | ------------------- | --------------- | ------------------ | ----------------------------------------------- |
| 1.     | 1990.               | 1992.           | Vjekoslav Vidović  |                                                 |
| 2.     | 1992.               | 1992.           | Zlatko Crnić       |                                                 |
| 3.     | 1992.               | 1995.           | Milan Vuković      |                                                 |
| 4.     | 1995.               | 1997.           | Krunislav Olujić   |                                                 |
| 5.     | 1997.               | 1999.           | Milan Vuković      |                                                 |
| 6.     | 1999.               | 2001.           | Marijan Ramušćak   |                                                 |
| 7.     | 2001.               | 2005.           | Ivica Crnić        |                                                 |
| 8.     | 2005.               | 2017.           | Branko Hrvatin     |                                                 |
| 9.     | 2017.               | 2021.           | Đuro Sessa         |                                                 |
| 10.    | 18. listopada 2021. | 8. ožujka 2025. | Radovan Dobronić   | Preminuo na dužnosti.                           |
| (v.d.) | 10. ožujka 2025.    | –               | Gordana Jalšovečki | Vršiteljica dužnosti kao zamjenica predsjednika |

### Imenovanje, razrješenje i stegovna odgovornost sudaca
Prema odredbi Ustava RH, sudce imenuje i razrješuje te o njihovoj stegovnoj odgovornosti odlučuje Državno sudbeno vijeće.
Za sudca Vrhovnog suda Republike Hrvatske može se imenovati osoba koja je najmanje 15 godina radila kao dužnosnik u sudu ili drugim pravosudnim tijelima ili isto toliko vremena bila odvjetnik ili javni bilježnik. Također može se imenovati i sveučilišni profesor pravnih znanosti koji ima položen pravosudni ispit i najmanje 15 godina radnog iskustva.
Sudačka dužnost je stalna. Sudac će biti razriješen sudačke dužnosti:
- ako to sam zatraži,
- ako trajno izgubi sposobnost obavljati svoju dužnost,
- ako bude osuđen za kazneno djelo koje ga čini nedostojnim obavljanja sudačke dužnosti,
- ako u skladu sa zakonom, zbog počinjenoga teškog stegovnog djela, tako odluči Državno sudbeno vijeće,
- kad navrši 70 godina.

## Propisi
- Ustav Republike Hrvatske
- Zakon o sudovima
- Zakon o Državnom sudbenom vijeću
- Poslovnik Vrhovnog suda RH

## Vanjske poveznice
- Službene stranice Vrhovnog suda Republike Hrvatske